# النصب (حجة)
النصب هي إحدى قرى الجمهورية اليمنية. تتبع جغرافيا لمحافظة حجة وإداريًا لمديرية وشحة. يبلغ تعداد سكانها 1050 نسمة حسب الإحصاء الذي أجري عام 2004.